# Antonio Cassano
Antonio Cassano, född 12 juli 1982 i Bari, är en italiensk före detta fotbollsspelare (anfallare).

## Karriär
Antonio Cassano växte upp under fattiga förhållanden sedan hans far tidigt lämnade familjen och det var på gatorna fotbollskarriären började. 
Cassano var tidigt en stor talang och utmärkte sig genom sin teknik och spelförståelse som anfallare och offensiv mittfältare. Han plockades upp av AS Baris ungdomsled som elvaåring och gjorde debut för klubben i Serie A som 17-åring 1999. Han värvades 2001 av AS Roma för 28,5 miljoner euro. 2003 togs han för första gången ut i A-landslaget. Förbundskaptenen Giovanni Trapattoni såg Cassano som italiensk fotbolls framtid och tog sedan ut Cassano till EM-slutspelet 2004. I EM gjorde Cassano två mål men Italien åkte ut redan i gruppspelet. 
2006 följde övergången till Real Madrid men tiden i Spanien blev ett misslyckade med en Cassano som hade bristande disciplin och 2007 lånades ut till Sampdoria. I Sampdoria var den gamle Cassano tillbaka. Till VM 2006 togs Cassano inte ut av Marcello Lippi efter den dåliga säsongen i Madrid. Efter VM-slutspelet gjorde Cassano comeback och var med i EM-slutspelet 2008 för att återigen efter att Lippi kommit tillbaka försvinna från landslaget trots framgångar i klubblaget. Efter VM 2010 och Cesare Prandellis tillträde som förbundskapten kom Cassano återigen tillbaka i landslaget. 
2010 följde övergången till AC Milan.
2011 fick Cassano en stroke och var tvungen att hjärtopereras.

## Meriter

### Roma
- Italienska Supercupen: 2001

### Real Madrid
- La Liga: 2006/2007

### AC Milan
- Serie A: 2010/2011
- Italienska supercupen: 2011

### Italien
- EM 2012: Silver